# تصفيات أمريكا الشمالية لكأس العالم 2006 - الدور الثالث
في الدور الثالث من تصفيات أمريكا الشمالية للتأهل إلى بطولة كأس العالم لكرة القدم 2006 في ألمانيا تم توزيع 12 منتخب على 3 مجموعات تتكون من 4 منتخبات وتلعب كل مجموعة بطريقة الدوري الكامل والمنتخبان اللذان يحتلان المركزين الأول والثاني سيتأهلان إلى الدور الرابع .

## المجموعة 1
| الفريق           | لعب | فاز | تعادل | خسر | له | عليه | ف.أ | نقاط |
| ---------------- | --- | --- | ----- | --- | -- | ---- | --- | ---- |
| الولايات المتحدة | 6   | 3   | 3     | 0   | 13 | 3    | +10 | 12   |
| بنما             | 6   | 2   | 2     | 2   | 8  | 11   | −3  | 8    |
| جامايكا          | 6   | 1   | 4     | 1   | 7  | 5    | +2  | 7    |
| السلفادور        | 6   | 1   | 1     | 4   | 2  | 11   | −9  | 4    |

|                  | السلفادور | جامايكا | بنما | الولايات المتحدة |
| ---------------- | --------- | ------- | ---- | ---------------- |
| السلفادور        | –         | 0–3     | 2–1  | 0–2              |
| جامايكا          | 0–0       | –       | 1–2  | 1–1              |
| بنما             | 3–0       | 1–1     | –    | 1–1              |
| الولايات المتحدة | 2–0       | 1–1     | 6–0  | –                |

| جامايكا          | 1 - 1     | الولايات المتحدة |
| ---------------- | --------- | ---------------- |
| إيان غوديسون 49' | (التقرير) | بريان تشينغ 88'  |

| السلفادور                                        | 2 - 1     | بنما                  |
| ------------------------------------------------ | --------- | --------------------- |
| فيكتور فيلاسكيز 7' · خورخي هومبيرتو رودريغيز 45' | (التقرير) | خوليو ديلي فالديز 36' |

| الولايات المتحدة                  | 2 - 0   | السلفادور |
| --------------------------------- | ------- | --------- |
| بريان تشينغ 5' لاندون دونوفان 68' | التقرير |           |

| جامايكا         | 1 - 2   | بنما                                   |
| --------------- | ------- | -------------------------------------- |
| داماني رالف 77' | التقرير | روبيرتو براون 2' خوليو ديلي فالديز 90' |

| السلفادور | 0 - 3   | جامايكا                            |
| --------- | ------- | ---------------------------------- |
|           | التقرير | مارلون كينج 3', 38' ميكاه هايد 40' |

| بنما              | 1 - 1   | الولايات المتحدة |
| ----------------- | ------- | ---------------- |
| روبيرتو براون 69' | التقرير | كوبي جونز 91'    |

| السلفادور | 0 - 2   | الولايات المتحدة                  |
| --------- | ------- | --------------------------------- |
|           | التقرير | براين مكبرايد 29' إيدي جونسون 75' |

| بنما              | 1 - 1   | جامايكا            |
| ----------------- | ------- | ------------------ |
| روبيرتو براون 24' | التقرير | ثيودور وايتمور 75' |

| جامايكا | 0 - 0   | السلفادور |
| ------- | ------- | --------- |
|         | التقرير |           |

| الولايات المتحدة                                                                    | 6 - 0   | بنما |
| ----------------------------------------------------------------------------------- | ------- | ---- |
| لاندون دونوفان 21', 56' إيدي جونسون 69', 84', 86' خوسيه أنتوني توريس 89' (هدف عكسي) | التقرير |      |

| الولايات المتحدة | 1 - 1   | جامايكا         |
| ---------------- | ------- | --------------- |
| إيدي جونسون 15'  | التقرير | أندي وليامز 26' |

| بنما                                                  | 3 - 0   | السلفادور |
| ----------------------------------------------------- | ------- | --------- |
| روبيرتو براون 4' فيليب بالوي 7' خوسيه لويس غارسيس 21' | التقرير |           |

## المجموعة 2
| الفريق    | لعب | فاز | تعادل | خسر | له | عليه | ف.أ | نقاط |
| --------- | --- | --- | ----- | --- | -- | ---- | --- | ---- |
| كوستاريكا | 6   | 3   | 1     | 2   | 12 | 8    | +4  | 10   |
| غواتيمالا | 6   | 3   | 1     | 2   | 7  | 9    | −2  | 10   |
| هندوراس   | 6   | 1   | 4     | 1   | 9  | 7    | +2  | 7    |
| كندا      | 6   | 1   | 2     | 3   | 4  | 8    | −4  | 5    |

|           | كندا | كوستاريكا | غواتيمالا | هندوراس |
| --------- | ---- | --------- | --------- | ------- |
| كندا      | –    | 1–3       | 0–2       | 1–1     |
| كوستاريكا | 1–0  | –         | 5–0       | 2–5     |
| غواتيمالا | 0–1  | 2–1       | –         | 1–0     |
| هندوراس   | 1–1  | 0–0       | 2–2       | –       |

| كندا | 0 - 2   | غواتيمالا           |
| ---- | ------- | ------------------- |
|      | التقرير | كارلوس رويز 7', 59' |

| كوستاريكا           | 2 - 5   | هندوراس                                                                                    |
| ------------------- | ------- | ------------------------------------------------------------------------------------------ |
| أندي هيرون 20', 36' | التقرير | ديفد سوازو 22' خوليو سيزار دي ليون 35' أمادو غيفارا 77' إيفان غيريرو 87' ساول مارتينيز 89' |

| كندا             | 1 - 1   | هندوراس                |
| ---------------- | ------- | ---------------------- |
| جيسون دي فوس 82' | التقرير | أمادو غيفارا 88' (pen) |

| غواتيمالا                  | 2 - 1   | كوستاريكا        |
| -------------------------- | ------- | ---------------- |
| خوان كارلوس بلاتا 58', 73' | التقرير | ألونسو سوليس 24' |

| هندوراس                         | 2 - 2   | غواتيمالا                          |
| ------------------------------- | ------- | ---------------------------------- |
| أمادو غيفارا 51' ديفد سوازو 65' | التقرير | كارلوس رويز 20' دوايت بيزاروسي 49' |

| كوستاريكا        | 1 - 0   | كندا |
| ---------------- | ------- | ---- |
| باولو وانشوب 46' | التقرير |      |

| هندوراس            | 1 - 1   | كندا                |
| ------------------ | ------- | ------------------- |
| دانيلو تورسيوس 92' | التقرير | أتيبا هاتشينسون 73' |

| كوستاريكا                                                                    | 5 - 0   | غواتيمالا |
| ---------------------------------------------------------------------------- | ------- | --------- |
| كارلوس هيرنانديز فالفيردي 19' باولو وانشوب 36', 62', 69' رولاندو فونسيكا 83' | التقرير |           |

| كندا                 | 1 - 3   | كوستاريكا                                                         |
| -------------------- | ------- | ----------------------------------------------------------------- |
| دواين دي روزاريو 12' | التقرير | باولو وانشوب 49' ويليام سونسينغ 81' كارلوس هيرنانديز فالفيردي 87' |

| غواتيمالا       | 1 - 0   | هندوراس |
| --------------- | ------- | ------- |
| كارلوس رويز 44' | التقرير |         |

| هندوراس | 0 - 0   | كوستاريكا |
| ------- | ------- | --------- |
|         | التقرير |           |

| غواتيمالا | 0 - 1   | كندا                 |
| --------- | ------- | -------------------- |
|           | التقرير | دواين دي روزاريو 57' |

## المجموعة 3
| الفريق                  | لعب | فاز | تعادل | خسر | له | عليه | ف.أ | نقاط |
| ----------------------- | --- | --- | ----- | --- | -- | ---- | --- | ---- |
| المكسيك                 | 6   | 6   | 0     | 0   | 27 | 1    | +26 | 18   |
| ترينيداد وتوباغو        | 6   | 4   | 0     | 2   | 12 | 9    | +3  | 12   |
| سانت فينسنت والغرينادين | 6   | 2   | 0     | 4   | 5  | 12   | −7  | 6    |
| سانت كيتس ونيفيس        | 6   | 0   | 0     | 6   | 2  | 24   | −22 | 0    |

|                         | المكسيك | سانت كيتس ونيفيس | سانت فينسنت والغرينادين | ترينيداد وتوباغو |
| ----------------------- | ------- | ---------------- | ----------------------- | ---------------- |
| المكسيك                 | –       | 8–0              | 7–0                     | 3–0              |
| سانت كيتس ونيفيس        | 0–5     | –                | 0–3                     | 1–2              |
| سانت فينسنت والغرينادين | 0–1     | 1–0              | –                       | 0–2              |
| ترينيداد وتوباغو        | 1–3     | 5–1              | 2–1                     | –                |

| سانت فينسنت والغرينادين | 0 - 2   | ترينيداد وتوباغو        |
| ----------------------- | ------- | ----------------------- |
|                         | التقرير | إيرول مكفارلان 80', 85' |

| سانت كيتس ونيفيس | 1 - 2   | ترينيداد وتوباغو                 |
| ---------------- | ------- | -------------------------------- |
| جورج إزاك 40'    | التقرير | إيرول مكفارلان 45' ستيرن جون 89' |

| ترينيداد وتوباغو | 1 - 3   | المكسيك                                 |
| ---------------- | ------- | --------------------------------------- |
| ستيرن جون 39'    | التقرير | خيسوس أرييانو 1', 80' جاريد بورغيتي 19' |

| سانت فينسنت والغرينادين | 1 - 0   | سانت كيتس ونيفيس |
| ----------------------- | ------- | ---------------- |
| رودني جاك 23'           | التقرير |                  |

| المكسيك                                                                   | 7 - 0   | سانت فينسنت والغرينادين |
| ------------------------------------------------------------------------- | ------- | ----------------------- |
| جاريد بورغيتي 31', 68', 77', 89' خايمي لوزانو 54', 63' سيرخيو سانتانا 81' | التقرير |                         |

| ترينيداد وتوباغو                                                               | 5 - 1   | سانت كيتس ونيفيس    |
| ------------------------------------------------------------------------------ | ------- | ------------------- |
| ألكسندر ريلي 8' (هدف عكسي) ستيرن جون 24', 80' كورنيل غلين 71' جيرين نيكسون 88' | التقرير | كيث غومبز 43' (pen) |

| سانت فينسنت والغرينادين | 0 - 1   | المكسيك           |
| ----------------------- | ------- | ----------------- |
|                         | التقرير | جاريد بورغيتي 25' |

| سانت كيتس ونيفيس | 0 - 3   | سانت فينسنت والغرينادين                |
| ---------------- | ------- | -------------------------------------- |
|                  | التقرير | كيندول فيلوكس 19', 85' شندل صموئيل 65' |

| المكسيك                         | 3 - 0   | ترينيداد وتوباغو |
| ------------------------------- | ------- | ---------------- |
| زينيا 19' خايمي لوزانو 55', 84' | التقرير |                  |

| سانت كيتس ونيفيس | 0 - 5   | المكسيك                                                                  |
| ---------------- | ------- | ------------------------------------------------------------------------ |
|                  | التقرير | هيكتور ألتاميرانو 31' فرانشيسكو فونسيكا 40', 57' سيرخيو سانتانا 49', 91' |

| ترينيداد وتوباغو             | 2 - 1   | سانت فينسنت والغرينادين |
| ---------------------------- | ------- | ----------------------- |
| هيكتور سام 84' أنغوس إيف 91' | التقرير | رينسون هاينز 49'        |

| المكسيك | 8 - 0   | سانت كيتس ونيفيس |
| --- | ------- | ---------------- |
| هيكتور ألتاميرانو 10' (ركلة جزاء) لويس إيرنيستو بيريز 21', 49', 78' فرانشيسكو فونسيكا 44', 56' دانييل أوسورنو 52' سيرخيو سانتانا 67' | التقرير |                  |